# Boltzmanns konstant
 Ikke at forveksle med Stefan-Boltzmanns konstant og Stefan-Boltzmanns lov.
Boltzmanns konstant (efter Ludwig Boltzmann) er en vigtig konstant inden for fysik, specielt statistisk fysik (se også termodynamik). Konstanten, der normalt betegnes k, sammenknytter begreberne energi og temperatur, og den har den numeriske værdi
k = 1,380649 · 10-23 J/K 
En nært beslægtet konstant er gaskonstanten R.